# Stirtonanthus
Stirtonanthus es un género de plantas con flores perteneciente a la familia Fabaceae. Comprende 19 especies descritas y de estas, solo 3 aceptadas.

## Taxonomía
El género fue descrito por B.-E.van Wyk & A.L.Schutte y publicado en Nordic Journal of Botany 15(1): 67. 1995.

## Especies aceptadas
A continuación se brinda un listado de las especies del género Stirtonanthus aceptadas hasta julio de 2014, ordenadas alfabéticamente. Para cada una se indica el nombre binomial seguido del autor, abreviado según las convenciones y usos.
- Stirtonanthus chrysanthus (Adamson) B.-E.van Wyk & A.L.Sc
- Stirtonanthus insignis
- Stirtonanthus taylorianus (L.Bolus) B.-E.van Wyk & A.L.Sc